# SIKB0102
SIKB0102 is een gestandaardiseerd data-format voor de digitale uitwisseling van archeologische gegevens voor het Nederlandse gebied. Het wordt beheerd door de Stichting Infrastructuur en Kwaliteitsborging en Bodembeheer (SIKB). De afkorting SIKB0102 is afgeleid van het 'zusterprotocol' voor bodeminformatie, SIKB0101. 

## Doel
Doel van SIKB0102 is het faciliteren van de overdracht van archeologische gegevens. Het is primair in het leven geroepen om de overdracht van informatie vanuit archeologische instellingen, met name bedrijven, naar archeologische depots te harmoniseren in een gedeelde standaard. 

## Werking
SIKB0102 is een XML gebaseerde standaard. Het gebruik ervan berust op het principe dat de functionaliteit voor het maken en lezen van uitwisselingsbestanden wordt ingebed in de programmatuur van de aanleverende partij en de ontvangende partij. Het uitwisselingsbestand als zodanig is bedoeld voor eenmalig gebruik: voor de overdracht van informatie tussen partijen.